# (1947) Iso-Heikkilä
(1947) Iso-Heikkilä – planetoida z pasa głównego asteroid okrążająca Słońce w ciągu 5 lat i 223 dni w średniej odległości 3,16 j.a. Została odkryta 4 marca 1935 roku w Turku przez Yrjö Väisälä w miejscu, w którym wkrótce potem zbudowano Obserwatorium Iso-Heikkilä. Nazwa planetoidy pochodzi od dzielnicy miasta Turku, gdzie znajduje się Obserwatorium Iso-Heikkilä. Przed nadaniem nazwy planetoida nosiła oznaczenie tymczasowe (1947) 1935 EA.